# مغيثة (اسم)
مغيثة هو اسم علم مؤنث من أصل عربي، ومعناه هو من الفعل أعطى، الكريمة المعطائة المناولة.

## وصلات خارجية
- موسوعة السلطان قابوس لأسماء العرب